# قمری-کوکوی گلگون
قمری-کوکوی گلگون (نام علمی: Macropygia emiliana) نام یک گونه از سرده قمری-کوکو است.